# 足摺岬灯台

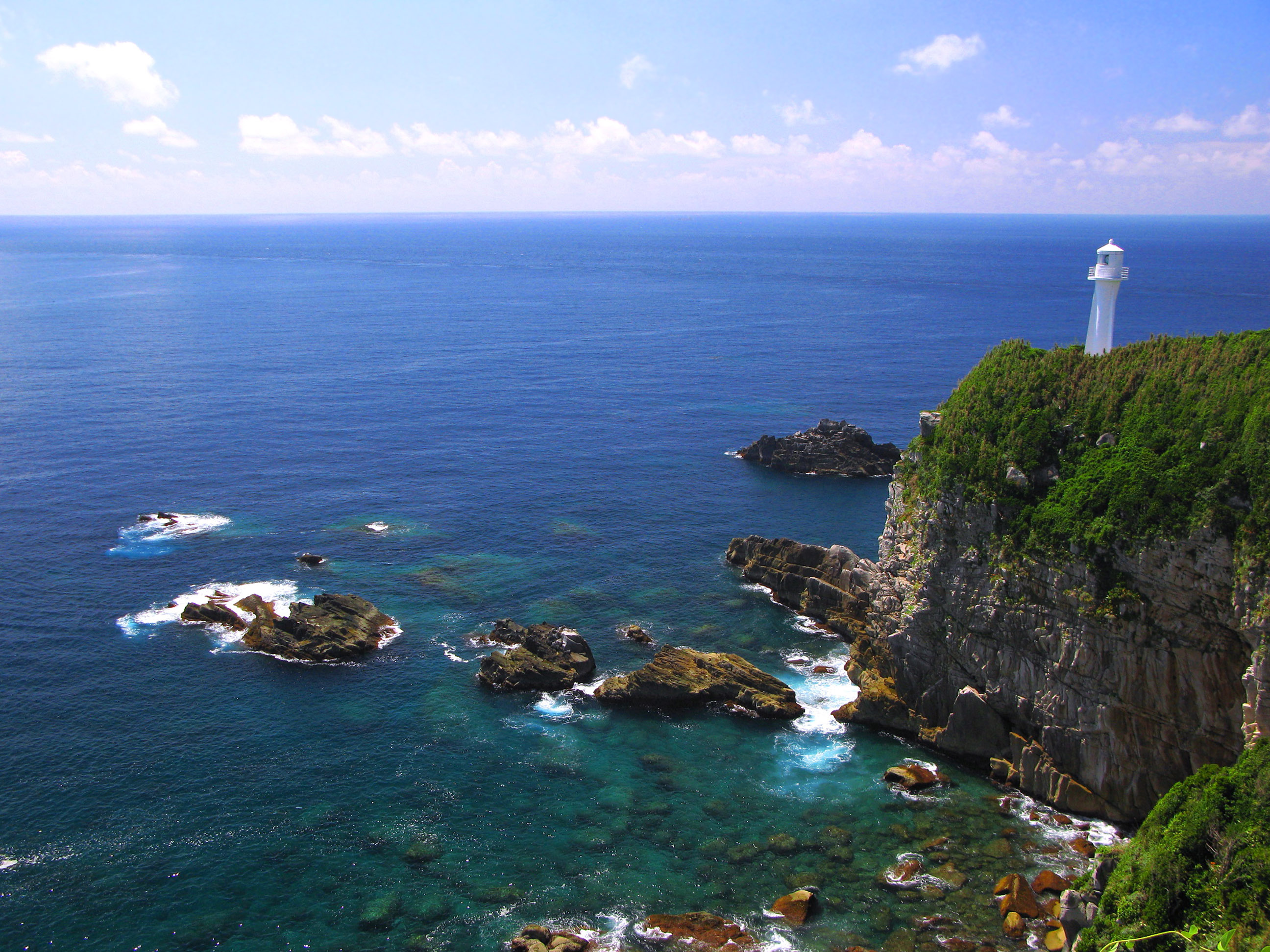
遠景

足摺岬灯台（あしずりみさきとうだい）は、高知県土佐清水市にある四国の最南端足摺岬突端に立つ白亜の大型灯台。周辺は、足摺宇和海国立公園に指定され、太平洋を望む風光明媚の地。また、「日本の灯台50選」にも選ばれている。

## 歴史
- 1914年（大正3年）4月1日に設置、初点灯した[1]。当時の灯塔は白亜の塔形（八角形）コンクリート造で、第4等フレネル式レンズを使用していた。
- 1944年（昭和19年）、太平洋戦争により米軍機の機銃掃射を受ける。
- 1960年（昭和35年）7月29日に現在のロケット型のデザイン灯台に改築された。
- 1971年（昭和46年）9月、中波による船舶気象通報がはじめられる。
- 2016年（平成28年）9月30日、船舶気象通報を廃止[2]。

## 付属施設
- 無線方位信号所（レーマークビーコン）

## 田宮虎彦先生文学碑
足摺岬灯台下の園地には、「田宮虎彦先生文学碑」があって、小説『足摺岬』から「砕け散る荒波の飛沫が 崖肌の巨巌いちめんに 雨のように降りそそいでいた」の一文が刻まれている。

## 交通
土佐くろしお鉄道中村駅から高知西南交通バス「足摺岬センター行き」約1時間40分、「足摺岬」下車後、徒歩5分

## 周辺の観光地
- 金剛福寺（四国八十八箇所第38番）
- 竜串・見残し海岸
- 地獄穴
- 亀呼場
- 足摺温泉郷
- 足摺海洋館
- 足摺海底館
- 足摺サニーロード